# Meister mit dem gestickten Laub

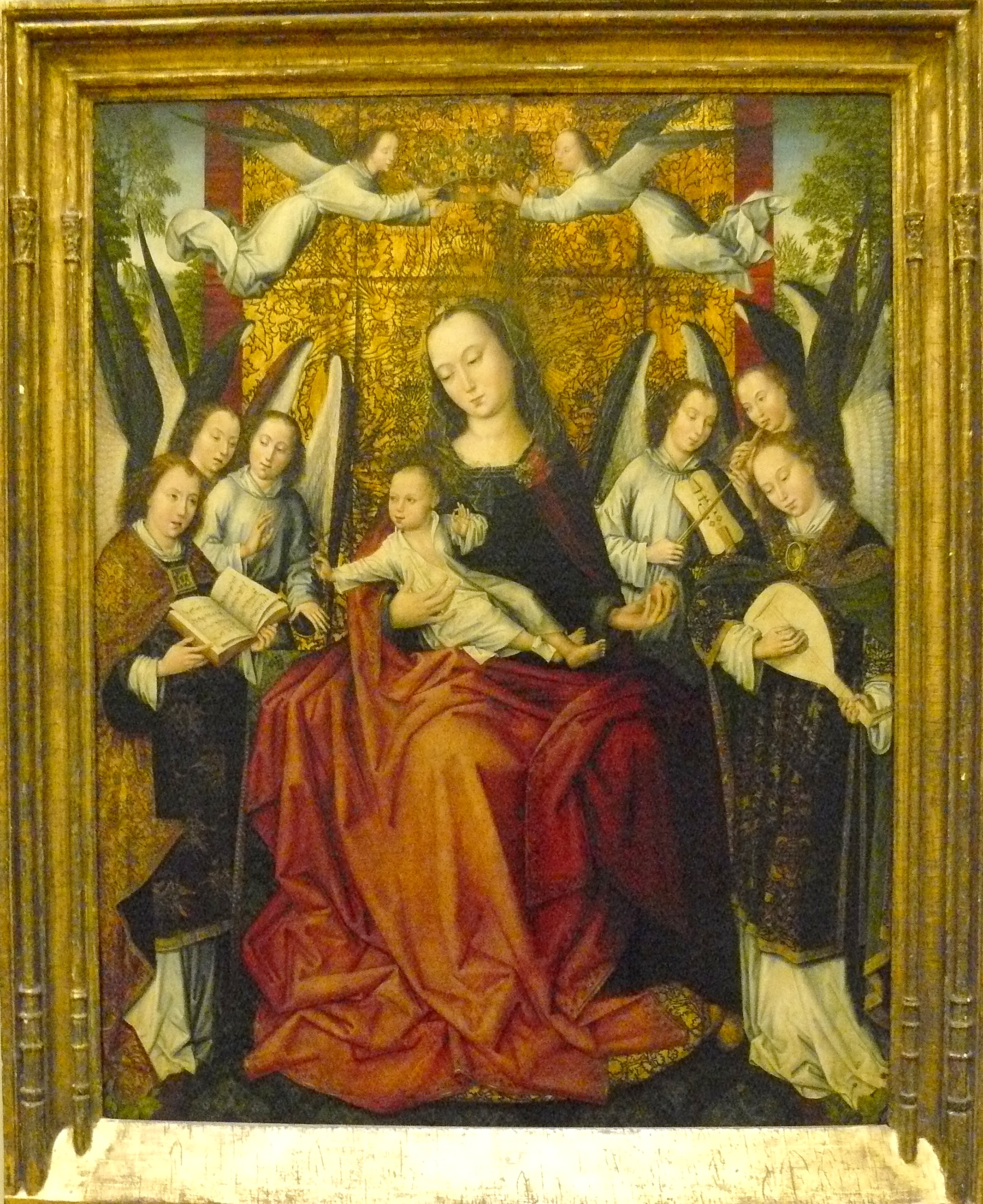
Meister mit dem gestickten Laub: Thronende Madonna unter Engeln, Brüssel, um 1500 - Musée du Louvre, n° Inv RF 1973-35

Die Meister mit dem gestickten Laub (französisch Maître au feuillage brodé, englisch Master with the Embroidered Foliage) waren eine um 1500 in Flandern tätige Gruppe von Malern. Mit großer Sicherheit hatten sie in Brüssel ihre Werkstatt oder Werkstätten.

## Namensgebung
Der Notname wurde zunächst einem namentlich nicht bekannten Künstler 1924 durch den Kunsthistoriker Max J. Friedländer gegeben, der eine Reihe von Bildern mit gemeinsamer typischer Darstellung und Malweise von Blattwerk zusammenfasste. Auf diesen Gemälden formt das dargestellte Laub beispielsweise im Hintergrund eine besondere Form von „paradiesischem“ Blattwerk-Teppich.
Neuere Forschungen konnten durch Händescheidung herausarbeiten, dass es sich wohl um mehrere Meister handelte, die sich in ihren Bildern des charakteristischen Laubs als gestalterisches Mittel bedienten.

## Stil
Die Meister mit dem gestickten Laub werden zu den Flämischen Primitiven gerechnet, einer Bezeichnung der altniederländischen Malerei. Stilistisch stehen sie dem Maler Gerard David nahe, weswegen eine genaue Abgrenzung einiger Werke zu denen Davids noch untersucht wird. Der Madonnentypus in vielen Bildern erinnert an entsprechende Arbeiten von Rogier van der Weyden.

## Werke (Auswahl)
- Christophorus, um 1490/1510, Dresden, Gemäldegalerie Alter Meister, Inv. Nr. 802
- Madonna mit Kind (Triptychon), Polizzi Sizilien, Kirche Santa Maria degli Angeli
- Madonna mit Kind, Brügge, Groeningemuseum
- Madonna unter Engeln (Triptychon), Lille, Musée des Beaux-Arts
- Thronende Madonna unter Engeln, Paris, Louvre